# Hiroshi Yamashita
Pour les articles homonymes, voir Yamashita.

a Compétitions nationales et continentales officielles uniquement.

b Matchs officiels uniquement.
Dernière mise à jour le 20 août 2022.
Hiroshi Yamashita (山下 裕史, Yamashita Hiroshi), né le 1er juin 1986 à Shijōnawate (Japon), est un joueur de rugby à XV international japonais évoluant au poste de pilier. Il évolue avec les Kobelco Kobe Steelers en League One depuis 2008. Il mesure 1,83 m pour 120 kg.

## Carrière

### En club
Hiroshi Yamashita a commencé par évoluer en championnat japonais universitaire avec son club de l'université Kyoto Sangyo entre 2004 et 2008.
Il a ensuite fait ses débuts professionnels en 2008 avec le club des Kobelco Steelers situé à Kobe et qui évolue en Top League. Avec ce club, il joue 167 matchs. Comme palmarès, il est finaliste de l'All Japan Championship en 2013, avant de remporter le championnat national en 2019,.
En 2016, il rejoint pour une saison la franchise néo-zélandaise des Chiefs en Super Rugby, où évolue son coéquipier en sélection Michael Leitch. Il joue huit matchs avec cette équipe, tous comme titulaire.
Il rejoint en 2019 la franchise japonaise des Sunwolves évoluant en Super Rugby. Il joue douze matchs lors de son unique saison passée avec cette équipe.

### En équipe nationale
Hiroshi Yamashita obtient sa première cape internationale avec l'équipe du Japon le 25 avril 2009 à l'occasion d'un match contre l'équipe du Kazakhstan à Osaka,.
Il fait partie du groupe japonais choisi par Eddie Jones pour participer à la Coupe du monde 2015 en Angleterre,. Il dispute les quatre matchs de son équipe, contre l'Afrique du Sud, l'Écosse, les Samoa et les États-Unis. Il participe ainsi à la victoire historique de son équipe face aux sud-africains à Brighton.

## Palmarès

### En club
- Vainqueur de la Top League en 2019.
- Finaliste du All Japan Championship en 2013.

### En équipe nationale
- Vainqueur du championnat d'Asie en 2009, 2012, 2013, 2014 et 2015.
- Co-vainqueur de la Coupe des nations du Pacifique en 2014.

## Statistiques internationales
- 51 sélections avec le Japon entre 2009 et 2018.
- 0 point.

- Participation à la Coupe du monde 2015 (4 matchs).